# 高神大学校
高神大学校（コシンだいがっこう、朝鮮語: 고신대학교、英語: Kosin University）は、大韓民国の私立大学。

## 歴史
1946年に牧師朱南善・韓相東によって設立された高麗神学校が始まり。校舎は釜山市佐川洞にある金星中学校を間借りしたものであった。翌年、中区光復洞を経て、1956年、影島区東洞に移転する。
1970年12月、大学の認可を得て高麗神学大学となる。1978年には大学院設置の認可も得た。1980年に高神大学、1993年には高神大学校に校名が変更される。1998年、天安キャンパスが竣工する。

## 組織

### 学部
- 神学大学
  - 神学科
  - キリスト教教育科
  - 国際文化宣教学科
  - 特殊宣教学部
- 人文社会科学大学
  - 英語英文学科
  - 観光広報学科
  - 中国学科
  - 幼児教育科
  - 児童福祉学科
  - 社会福祉学部
  - 医療経営学科
  - インターネットビジネス学科
  - リハビリ福祉学科
- 自然科学大学
  - 生命科学部
  - 化学新素材学部
  - 食品栄養学科
  - 保険環境学部
- 医科大学
  - 医予科
  - 医学科
- 看護大学
  - 看護学科
- 芸術大学
  - 教会音楽科
  - 器楽科
  - デザイン学部
    - 視覚・映像デザイン専攻
    - 室内建築デザイン専攻

  - 造形美術専攻

### 大学院
- 一般大学院
  - 神学科
  - キリスト教教育学科
  - 化学科
  - 看護学科
  - 生命科学科
  - 音楽科
  - 医学科
  - 保険科学科
  - 幼児教育学科
- 神学大学院
  - 神学科
- 教育大学院
  - 各種教育学専攻
- 宣教牧会大学院
  - 教会成長学専攻
  - 宣教学専攻
  - 治癒使役学専攻
  - 社会福祉学専攻
  - 聖書と神学専攻
- 保険大学院
  - 医療福祉行政専攻
  - 美容保健専攻
  - 口腔保健専攻
  - 感染管理専攻
  - 運動保険専攻
  - 臨床言語治療専攻
- TESOL大学院
  - TESOL専攻
- キリスト教相談福祉大学院
  - キリスト教相談専攻
  - 社会福祉学専攻
- 教会音楽大学院
  - 教会音楽専攻
  - 音楽治療専攻

## 学術交流協定

### 海外
中華人民共和国
- 延辺科学技術大学
- 三峡大学
- 紹興文理学院
- 瀋陽師範大学
- 北京首都師範大学

アメリカ合衆国
- Dordt University
- Calvin University
- ホープ国際大学（英語版）
- Evangelia University

モンゴル国
- モンゴル国際大学（モンゴル語版、英語版）

フィリピン
- フィリピン大学

ケニア
- デイスター大学（スワヒリ語版、英語版）

ウガンダ
- クーミ大学（英語版）